# Christopher Jullien
Christopher Jullien (* 22. März 1993 in Lagny-sur-Marne) ist ein französischer Fußballspieler.

## Karriere

### Verein
Nachdem Jullien mit dem Handball aufgehört hatte, begann er seine fußballerische Karriere bei US Torcy, wo er unter anderem mit Paul Pogba in einer Mannschaft spielte. Dort wurde er schnell von den Verantwortlichen des AJ Auxerre entdeckt. Gleichzeitig stand der Franzose auf der Warteliste des INF Clairefontaine.
Nach einigen Jahren in der Jugend absolvierte er in der Saison 2012/13 unter Jean-Guy Wallemme seine ersten Pflichtspiele in der Profimannschaft. Der Innenverteidiger debütierte am 24. August 2012 beim 2:1-Sieg im Heimspiel gegen Stade Laval in der Ligue 2. Schnell entwickelte sich Jullien zu einem Stammspieler und kam am Saisonende auf 25 Einsätze in der Liga.
Sein Vertrag endete zum Ende der Saison 2012/13 und Jullien wechselte zur Saison 2013/14 in die Bundesliga zum SC Freiburg. Beim SC Freiburg kam er allerdings nur in der zweiten Mannschaft (U23) zum Einsatz. Zu Beginn der Saison 2014/15 sollte Jullien den Verein verlassen, ein Leihgeschäft kam aber nicht zustande. So stand er zu Saisonbeginn ausschließlich im Kader der U23, in dem er gute Leistungen zeigte. Am 16. Dezember 2014 feierte Jullien bei der 0:2-Niederlage gegen den FC Bayern München sein Bundesligadebüt, als er in der 72. Spielminute für Pavel Krmaš eingewechselt wurde.
In der Saison 2015/16 spielte er auf Leihbasis in der Ligue 2 beim FCO Dijon, für den er in 34 Spielen neun Treffer erzielte und in die Ligue 1 aufstieg.
Nach Ablauf der Leihe kehrte Jullien nicht nach Freiburg zurück, sondern wechselte zur Saison 2016/17 in die Ligue 1 zum FC Toulouse, bei dem er einen bis zum 30. Juni 2020 datierten Vierjahresvertrag erhielt.
Im Juni 2019 wechselte er für eine Ablösesumme von 7 Mio. £ nach Schottland zu Celtic Glasgow. Mit seinem neuen Verein gewann er im ersten Jahr die Meisterschaft und den Ligapokal.
Im August 2022 wechselte er zum französischen Erstligisten HSC Montpellier.

### Nationalmannschaft
Aufgrund seiner Leistungen in der Ligue 2 wurde Jullien Anfang 2013 zum ersten Mal in den Kader der französischen U-20-Nationalmannschaft berufen. Sein Debüt feierte er bei einem 2:0-Sieg über die U-20 Portugals am 4. Februar 2013. Des Weiteren nominierte Pierre Mankowski den Verteidiger für die U-20-Fußball-Weltmeisterschaft 2013 in der Türkei, die Frankreich nach einem 4:1 im Elfmeterschießen gegen Uruguay gewann.

## Titel und Erfolge
- U20-Weltmeister: 2013
- Schottischer Meister: 2020, 2022
- Schottischer Pokalsieger: 2020
- Schottischer Ligapokal: 2020